# Omignano
Omignano è un comune italiano di 1 638 abitanti della provincia di Salerno in Campania.

## Geografia fisica
Omignano è posto alle pendici orientali del Monte Stella, lungo la valle dell'Alento. Il suo territorio comunale è ricompreso nel territorio del parco nazionale del Cilento, Vallo di Diano e Alburni.

### Clima
La stazione meteorologica più vicina è quella di Casal Velino. In base alla media trentennale di riferimento 1961-1990, la temperatura media del mese più freddo, gennaio, si attesta a +8,7 °C; quella del mese più caldo, agosto, è di +25,7 °C.
- Classificazione sismica: zona 3 (sismicità bassa), Ordinanza PCM. 3274 del 20/03/2003.

## Storia
Di Omignano si ha notizia già nel 1047, al tempo dei Longobardi. L’origine del toponimo è controversa. Secondo alcuni deriverebbe dal latino medioevale “dominicanus” usato per indicare un fondo appartenente ad un padrone o signore, tesi avvalorata dall’esistenza nel suo territorio di una tenuta boschiva ancora oggi denominata Donnico. Secondo altri studiosi deriverebbe dall’aggettivazione di un nome etrusco “Umenia” dal quale sarebbe derivato “Umenianus”.
Dal 1811 al 1860 ha fatto parte del circondario di Pollica, appartenente al Distretto di Vallo del Regno delle Due Sicilie.
Dal 1860 al 1927, durante il Regno d'Italia ha fatto parte del mandamento di Pollica, appartenente al Circondario di Vallo della Lucania.

## Monumenti e luoghi di interesse
- Palazzo De Feo del XVII secolo, residenza dei principi Mazzacane;
- Palazzo Gorga;
- Parrocchia San Nicola di Bari (nel capoluogo) risalente all’XVI secolo, cui contiene le spoglie di Giulia Rocca, l’amor perduto di Giambattista Vico;
- Parrocchia Sant'Antonio da Padova (nella frazione Scalo);
- Monte Stella (riserva naturale che rientra nell'UNESCO).

## Società

### Evoluzione demografica
Abitanti censiti

Il patrono del paese è san Nicola di Bari, e la prima domenica di luglio si svolge la festa della Madonna del Rosario.

## Infrastrutture e trasporti

### Strade
- Strada statale 18 Tirrena Inferiore.
- Strada Provinciale 15/b Innesto SP 116-Sessa Cilento-Omignano-bivio Stella Cilento-Galdo-Pollica-Innesto SP 48 (Pollica).
- Strada Provinciale 274 Innesto SS 18-Pedemontana-Bivio S.Lucia-loc. Quattro Ponti-Innesto SR 267.
- Strada Provinciale 430/a Innesto SS 18 (Paestum)-Agropoli Nord-Agropoli Sud-Prignano Cilento-Perito-Omignano (loc. Ponti Rossi)-Vallo Scalo.

### Ferrovie
Omignano dispone di una propria stazione ferroviaria di RFI posta sulla ferrovia Tirrenica Meridionale.

## Amministrazione

### Sindaci
| Periodo          | Periodo          | Primo cittadino              | Partito                       | Carica                    | Note |
| ---------------- | ---------------- | ---------------------------- | ----------------------------- | ------------------------- | ---- |
| 23 aprile 1995   | 12 giugno 2004   | Francesco Lucibello          | centro-sinistra               | Sindaco                   |      |
| 13 giugno 2004   | 8 gennaio 2008   | Pasquale De Marco            | lista civica                  | Sindaco                   |      |
| 8 gennaio 2008   | 13 aprile 2008   | Rosa Maria Falasca           | -                             | commissario straordinario |      |
| 14 aprile 2008   | 20 febbraio 2009 | Pasquale De Marco            | lista civica                  | Sindaco                   |      |
| 20 febbraio 2009 | 6 giugno 2009    | Nicola Bertolini             | lista civica                  | Vicesindaco f.f.          |      |
| 7 giugno 2009    | 25 maggio 2014   | Emanuele Giancarlo Malatesta | lista civica                  | Sindaco                   |      |
| 25 maggio 2014   | 26 maggio 2019   | Emanuele Giancarlo Malatesta | lista civica Pace e Progresso | Sindaco                   |      |
| 26 maggio 2019   | in carica        | Raffaele Mondelli            | lista civica Pace e Progresso | Sindaco                   |      |

### Altre informazioni amministrative
Il territorio fa parte della Comunità montana Alento-Monte Stella e sede dell'Unione dei comuni Valle dell'Alento.
Le competenze in materia di difesa del suolo sono delegate dalla Campania all'Autorità di bacino regionale Sinistra Sele.